# 미야베 나가후사
미야베 나가후사(일본어: 宮部長房, 1581년 ~ 1635년 1월 6일)는 아즈치모모야마 시대의 무장, 다이묘이다. 미야베 게이준의 적남(양자)이다. 나가무라(長邑)의 아버지. 휘는 나가히로(長煕), 사다유키(定行). 종5위하. 효부노소유.

## 관련 소설
- 《세키가하라 별기》 - 나가이 미치코